# Svenska Orienteringsförbundet
Der Schwedische Orientierungslaufverband (schwedisch: Svenska Orienteringsförbundet, SOFT) ist der nationale Orientierungslaufverband Schwedens. Er wurde 1938 gegründet und ist damit der älteste nationale Orientierungslaufverband der Welt.

## Geschichte
Der Verband wurde am 6. Januar 1938 gegründet. Damit hatte Schweden als erstes Land einen nationalen Orientierungslaufverband. In Finnland und Norwegen gründeten sich die Dachverbände 1945. Noch 1938 erfolgte die Aufnahme in den Schwedischen Reichssportverband. 1961 gehörte der SOFT zu den Gründungsmitgliedern des Internationalen Orientierungslaufverbandes.
Gegenwärtig sind in rund 600 Vereinen über 90.000 Mitglieder organisiert.

## Organisierte Meisterschaften
Orientierungslauf:
- Orientierungslauf-Weltmeisterschaften 1968 in Linköping
- Orientierungslauf-Weltmeisterschaften 1989 in Skövde/Skaraborg
- Orientierungslauf-Weltmeisterschaften 2004 in Västerås
- Orientierungslauf-Weltmeisterschaften 2016 in Strömstad und Tanum

- Junioren-Orientierungslauf-Weltmeisterschaften 1990 in Älvsbyn
- Junioren-Orientierungslauf-Weltmeisterschaften 2008 in Göteborg

- Masters-Orientierungslauf-Weltmeisterschaften 2015 in Göteborg

- Orientierungslauf-Europameisterschaften 2012 in Falun und Mora

Ski-Orientierungslauf:
- Ski-Orientierungslauf-Weltmeisterschaften 1980 in Avesta
- Ski-Orientierungslauf-Weltmeisterschaften 1990 in Skellefteå
- Ski-Orientierungslauf-Weltmeisterschaften 2004 in Åsarna
- Ski-Orientierungslauf-Weltmeisterschaften 2011 in Tänndalen

- Junioren-Ski-Orientierungslauf-Weltmeisterschaften 2009 in Dalarna

- Masters-Ski-Orientierungslauf-Weltmeisterschaften 2007 in Idre

- Jugend-Ski-Orientierungslauf-Europameisterschaften 2009 in Dalarna

Mountainbike-Orienteering:
- Masters-Mountainbike-Orienteering-Weltmeisterschaften 2011 in Dalarna

Trail-Orienteering:
- Trail-Orienteering-Weltmeisterschaften 2004 in Västerås
- Trail-Orienteering-Weltmeisterschaften 2016 in Strömstad und Tanum

- Trail-Orienteering-Europameisterschaften 2010 in Bollnäs
- Trail-Orienteering-Europameisterschaften 2012 in Falun und Mora